# Adamov (České Budějovice-i járás)
Adamov község Csehországban, a České Budějovice-i járásban. Adamov Rudolfov, Libníč, Hůry és Jivno településekkel határos. Lakosainak száma 1037 fő (2024. január 1.).

## Népesség
A település lakosságának változását az alábbi diagram mutatja:
| Lakosok száma | 637  | 650  | 650  | 441  | 387  | 627  | 821  | 962  | 997  | 1037 |
|               | 1869 | 1900 | 1921 | 1961 | 1980 | 2011 | 2016 | 2019 | 2021 | 2024 |